# コマキ楽器
コマキ楽器は、東京都台東区西浅草に所在する、各種打楽器を取り扱う専門店「ジャパンパーカッションセンター（Japan Percussion Center : JPC）」を展開する企業。同店は 日本国内における屈指の専門店の一つとして広く知られる。一般に「ジェーピーシー」と呼ばれている。

## 特徴
- JPCは、管弦楽・吹奏楽などのクラシック系音楽、ロック、ジャズ、ラテン等、幅広いジャンルの打楽器の総合店で、楽器本体からパーツに至るまで様々な商品を扱っている。
- 国内・海外問わず多くのメーカーを扱っており、国内外の著名音楽家・アーティストも使用する楽器も店頭に並ぶ。

（例）
- - スネアドラム - ソナー、ラディック、ヤマハ、パール
  - バスドラム - レフィーマ、プレミア
  - ティンパニ - ラディック、ヤマハ、パール
  - グロッケンシュピール（グロッケン）、チャイム - ディーガン
  - ヴィブラフォン
  - シロフォン、マリンバ - こおろぎ
  - シンバル - ジルジャン、イスタンブール
  - ゴング - KMK
  - タンバリン - グローバー
  - アゴゴ
  - クイーカ
  - ボンゴ
  - コンガ
  - カホン

他

## 所在地・アクセス
所在地
〒111-8567
東京都台東区西浅草1-7-1
アクセス
- 東京メトロ銀座線 田原町駅 3番出口より徒歩1分
- 首都圏新都市鉄道つくばエクスプレス 浅草駅 徒歩6分
- 東京都交通局（都営地下鉄）大江戸線 蔵前駅 徒歩7分
- 東武伊勢崎線 浅草駅 徒歩8分

※同店には駐車場が無いため、車で来店の場合 近隣の有料駐車場を利用することになるので注意を要する。